# Giacomo Vassanelli
Giacomo Vassanelli (Verona, 5 maggio 1983) è un ex nuotatore italiano.

## Carriera
Ha avuto successo soprattutto come staffettista: le sue due medaglie d'oro agli europei e tutti i suoi titoli italiani sono stati ottenuti così. Dopo l'esordio in nazionale alle Universiadi del 2003 ha avuto an ottimo 2004: ha vinto tre titoli italiani ed è stato convocato agli europei di Madrid dove ha vinto con Lorenzo Vismara, Christian Galenda e Filippo Magnini l'oro nella 4×100 m stile libero. È stato portato ai Giochi Olimpici di Atene per nuotare nella staffetta mista che è stata però squalificata in batteria per la partenza anticipata di Paolo Bossini in seconda frazione.
Avrebbe vinto un oro a Vienna, agli europei in vasca corta del dicembre successivo nella staffetta 4×50 m stile libero se non fossero incorsi in un'altra squalifica dopo essere arrivati primi. Una terza squalifica, questa volta di Alessandro Terrin, ha fermato in batteria anche la 4×100 m mista. Nel 2005 na nuotato alle Universiadi di Smirne e l'anno dopo è tornato per l'ultima volta agli europei contribuendo alla qualificazione della 4×100 m stile libero che ha vinto la medaglia d'oro in finale.

## Palmarès
| Giochi olimpici          | ---                       | ---                     | ---                   | ---                               | 4×100 m mista        |
| 2004 Atene Grecia        | ---                       | ---                     | ---                   | ---                               | squal. in batteria : |
| Campionati europei       | ---                       | ---                     | ---                   | 4×100 m st. libero                | ---                  |
| 2004 Madrid Spagna       | ---                       | ---                     | ---                   | Oro: 3'15"66 frazione: 49"23      | ---                  |
| 2006 Budapest Ungheria   | ---                       | ---                     | ---                   | Oro nuota in batteria             | ---                  |
| Europei in vasca corta   | 50 m st. libero           | 100 m st. libero        | 50 m farfalla         | 4×50 m st. libero                 | 4×50 m mista         |
| 2004 Vienna Austria      | 20º in batteria 22"49     | 28º in batteria 49"42   | 20º in batteria 24"40 | squalificato (1º) frazione: 21"73 | squal. in batteria : |
| Universiadi              | 50 m st. libero           | 100 m st. libero        | ---                   | 4×100 m st. libero                | ---                  |
| 2003 Daegu Corea del Sud | elim. in semifinale 23"09 | 8º 50"76                | ---                   | 6º - 3'22"22 frazione: 49"97      | ---                  |
| 2005 Smirne Turchia      | elim. in batteria 23"22   | elim. in batteria 50"80 | ---                   | 5º - 3'20"97 frazione: 49"77      | ---                  |

### Campionati italiani
6 titoli in staffette, così ripartiti:
- 1 nella staffetta 4×50 m stile libero
- 4 nella staffetta 4×100 m stile libero
- 1 nella staffetta 4×50 m mista

nd = non disputata
| Anno | Edizione    | st.libero 50 m | st.libero 4×50 m | st.libero 4×100 m | farfalla 50 m | mista 4×100 m |
| ---- | ----------- | -------------- | ---------------- | ----------------- | ------------- | ------------- |
| 2002 | Estivi      | -              | nd               | -                 | 2             | -             |
| 2003 | Primaverili | 3              | nd               | -                 | -             | -             |
| 2003 | Invernali   | -              | -                | nd                | 3             | nd            |
| 2004 | Estivi      | 3              | nd               | 1                 | 3             | 1             |
| 2004 | Invernali   | -              | 1                | nd                | -             | nd            |
| 2005 | Primaverili | 3              | nd               | 1                 | -             | -             |
| 2005 | Estivi      | -              | nd               | 1                 | -             | -             |
| 2006 | Primaverili | -              | nd               | 1                 | -             | -             |